# Comuna de Iłża
Iłża (polaco: Gmina Iłża) é uma gminy (comuna) na Polónia, na voivodia de Mazóvia e no condado de Radomski. A sede do condado é a cidade de Iłża.
De acordo com os censos de 2004, a comuna tem 15 761 habitantes, com uma densidade 61,6 hab/km².

## Área
Estende-se por uma área de 255,82 km², incluindo:
- área agrícola: 53%
- área florestal: 39%

## Demografia
Dados de 30 de Junho 2004:
|                      | Total   | Total | Mulheres | Mulheres | Homens  | Homens |
| -------------------- | ------- | ----- | -------- | -------- | ------- | ------ |
|                      | pessoas | %     | pessoas  | %        | pessoas | %      |
| População            | 15 761  | 100   | 8090     | 51,3     | 7671    | 48,7   |
| Densidade (pop./km²) | 61,6    | 100   | 31,6     | 31,6     | 30      | 30     |

De acordo com dados de 2002, o rendimento médio per capita ascendia a 1193,43 zł.

## Subdivisões
Alojzów, Białka, Błaziny Dolne, Błaziny Górne, Chwałowice, Florencja, Gaworzyna, Jasieniec Iłżecki Górny, Jasieniec Iłżecki Dolny, Jasieniec-Maziarze, Jedlanka Nowa, Jedlanka Stara, Kajetanów, Kolonia Seredzice, Koszary, Kotlarka, Krzyżanowice, Małomierzyce, Maziarze Nowe, Maziarze Stare, Pakosław, Pastwiska, Pieńki, Piłatka, Płudnica, Prędocin, Prędocin-Kolonia, Seredzice, Starosiedlice, Walentynów.

## Comunas vizinhas
- Brody, Ciepielów, Kazanów, Mirzec, Rzeczniów, Skaryszew, Wierzbica